# Земо-Ончикети
Земо-Ончикети (груз. ზემო ონჭიქეთი) — село в Грузии, на территории Чохатаурского муниципалитета края (мхаре) Гурия.

## География
Село находится в западной части Грузии, к югу от реки Супсы, на расстоянии приблизительно 5 километров (по прямой) к юго-востоку от посёлка городского типа Чохатаури, административного центра муниципалитета. Абсолютная высота — 533 метра над уровнем моря.

## Население
По результатам официальной переписи населения 2014 года, в Земо-Ончикети проживало 67 человек (33 мужчины и 34 женщины). В национальной структуре населения грузины составляли 100 %.
| Год  | Население, человек |
| ---- | ------------------ |
| 2002 | 161                |
| 2014 | ↘ 67               |